# Reprezentacja Izraela na Mistrzostwach Europy w Wioślarstwie 2008
Reprezentacja Izraela na Mistrzostwach Europy w Wioślarstwie 2008 liczyła 3 sportowców. Najlepszym wynikiem było 12. miejsce w dwójce podwójnej wagi lekkiej mężczyzn.

## Medale

### Złote medale
Brak

### Srebrne medale
Brak

### Brązowe medale
Brak

## Wyniki

### Konkurencje mężczyzn
- jedynka (M1x): Dani Fridman – 13. miejsce
- dwójka podwójna wagi lekkiej (LM2x): Dimitry Margolin, Paul Kondrashov – 12. miejsce